# Novruz Mammadov
Novruz Mammadov (en azerbaiyano Novruz İsmayıl oğlu Məmmədov) - estadista y figura política azerbaiyano, el primer ministro de la República de Azerbaiyán (del 21 de abril de 2018 al 8 del octubre de 2019).

## Biografía
Novruz Mammadov nació el 15 de marzo de 1947 en la aldea Shikmakhmud de Najichevan. En 1964 se graduó en secundaria y entró a la sección de idioma francés de la facultad de Lenguas europeas del Instituto Pedagógico de las lenguas de Azerbaiyán. Entre los años 1967-1968 trabajó en Argelia, entre 1971-1973 en Guinea, y en 1978-1981 en Argelia, como intérprete y jefe de intérpretes. 
En 1991 obtuvo el doctorado en ciencia de filología. En 1992-1993 fue decano de la facultad del Instituto Pedagógico de las lenguas de Azerbaiyán, y en 1993-1997 decano de la facultad de francés.
Еl 12 de abril de 1997 fue nombrado jefe del departamento de las relaciones exteriores de la Administración del Presidente de la República de Azerbaiyán. En 1998,  Novruz Mammadov ,por sus méritos en el fortalecimiento de las relaciones amistosos entre Azerbaiyán y Francia, se le ha concedido la Legión de Honor por el presidente de Francia Jacques Chirac. En enero de 2002 fue ascendido el rango de Embajador extraordinario y plenipotenciario por el presidente de Azerbaiyán. Dese el septiembre de 2005 es el miembro de la Comisión Nacional de Azerbaiyán en la UNESCO. 
Del 1 de junio de 2017 fue auxiliar de exterior del presidente de Azerbaiyán. El 21 de abril de 2018 fue nombrado primer ministro de la República de Azerbaiyán.
El 29 de julio de 2019 Novruz Mammadov fue galardonado con la Orden de la Legión de Honor francesa de grado oficial por decreto del presidente de Francia.
Novruz Mammadov apeló al presidente Ilham Aliyev en relación con su dimisión del cargo de primer ministro de Azerbaiyán.

## Órdenes
- 1998 – Legión de Honor
- 2007 – Orden Shohrat[4][5]
- 2009 – Orden al Mérito de la República de Polonia
- 2017 – Orden Sharaf[6][7]